# David Wittner
David Wittner (* Dezember 1982 in Nördlingen) ist ein parteiloser deutscher Kommunalpolitiker. Er ist seit dem 1. Mai 2020 Oberbürgermeister der Stadt Nördlingen.

## Leben
Wittner ist in seiner Geburtsstadt aufgewachsen, besuchte hier Kindergarten, Grundschule und das Theodor-Heuss-Gymnasium, an dem er auch sein Abitur ablegte. Den neunmonatigen Grundwehrdienst leistete er als Fallschirmjäger in Pfullendorf, Külsheim und Altenstadt ab.
Ab Oktober 2003 studierte er Tourismusmanagement an der Hochschule Kempten mit eineinhalbjährigem Auslandsaufenthalt. Im Frühjahr 2008 schloss er mit dem deutschen Diplom und dem spanischen „Título Superior de Turismo“ ab. Zunächst bei einem Online-Reiseveranstalter beschäftigt, wechselte er zum 1. Januar 2010 in seine Geburtsstadt als Leiter der Tourist-Information. Diese Funktion bekleidete er bis zu seinem Wechsel an die Stadtspitze 2020. Dabei arbeitete er in verschiedenen Touristik-Organisationen mit und war Vorsitzender der Arbeitsgemeinschaft „Schwabenstädte in Bayern“.
Er ist zudem Fußballtrainer (UEFA B-Level) und Marathonläufer.
Wittner ist verheiratet und hat drei Kinder.

## Oberbürgermeister
Wittner hatte bis 2020 kein politisches Mandat. Bereits im Oktober 2018 gab er als erster der Bewerber sein Interesse bekannt, am 19. September 2019 nominierte ihn die „PWG – Freie Wähler Nördlingen e.V.“ als Kandidaten für das Amt des Oberbürgermeisters. Bei der Kommunalwahl am 15. März 2020 erreichte er unter fünf Bewerbern 36,2 % der Stimmen und kam in die Stichwahl, die er am 29. März 2020 mit 56,2 % der Stimmen gewann (Wahlbeteiligung 66,9 %). Am 1. Mai 2020 hat er das Amt angetreten. Bei der gleichzeitig durchgeführten Kreistagswahl erreichte er über die Liste der PWG einen Sitz im Kreistag Donau-Ries.